# Бернар II (граф Бигорра)
Бернар II (фр. Bernard II, окс. Bernat II; ок. 1014 — до 24 июня 1077) — граф Бигорра с 1036/1038 года, старший сын графа Бернара I Роже де Фуа и графини Бигорра Герсенды.

## Биография

### Правление
Бернар родился около 1014 года и был старшим из четырёх сыновей графа Бернара I Роже де Фуа и графини Бигорра Герсенды. После смерти отца его владения были разделены между тремя сыновьями, в то время как младший из братьев, Эракль, был посвящён в духовный сан. В результате раздела Бернар получил графство Бигорр.
К 1060 году Бернар закончил составление «Форс де Бигор» (fors de Bigorre) — свода обычаев, которые определяли права знати и графа. Эти законы, действовавшие в графстве и при его преемниках, позволили укрепить власть графа. Кроме того, во время правления Бернара II Бигорр стал фактически независимым графством. 
Первоначально правители Бигорра считались вассалами герцогов Гаскони. После того как Гасконь в 1058 году была присоединена к Аквитании, власть герцогов Аквитании в Гаскони первоначально была слабой. В результате этого гасконские правители были фактически суверенными правителями. Бернар же ещё больше ослабил эту зависимость: в 1062 году он предпринял с женой Клеменцией паломничество в Ле-Пюи-ан-Веле, где в кафедральном соборе посвятил себя и своё графство Богоматери. Это посвящение в будущем будет трактоваться графами-епископами Вале как акт вассальной зависимости и приведёт к многочисленным спорам за обладание Бигорром и, в итоге, к аннексии Бигорра королём Франции Филиппом IV Красивым.
21 ноября 1064 года Бернар II и его брат, Епископ Тарба Эракль де Фуа, обеспокоенные падением монашеской дисциплины в находящихся в их совместном подчинении монастырях Сен-Феликс и Сен-Лезер, передали эти обители в подчинение аббатству Клюни. Также при посредничестве Эракля был улажен конфликт между Бернаром и Додоном I де Бенаком, обвинённым графом в измене. В результате Бернар простил Додона при условии, что тот принесёт покаяние в монастыре Сен-Пе-де-Женере, что тот и сделал.
Бернар умер в 1077 году. Ему наследовал его единственный сын Раймон II.

### Брак и дети
1-я жена: Клеменция (ум. ок. 1063), её происхождение неизвестно. По версии историка Кристиана Сеттипани, она могла быть дочерью графа Барселоны Рамона Борреля от брака с Эрмезиндой Каркассонской. Дети:
- Раймон II (ум. 1080), граф Бигорра с 1077 года[1]
- Клеменция (?) (ок. 1036 — до 1065); муж: Эрменгол III эль де Барбастро (ок. 1031/1033 — февраль/март 1065), граф Урхеля с 1038 года[1]

Также, по мнению Сеттипани, от этого брака родилось ещё две дочери:
- Этьеннетта (Стефания); муж: Гильом I Великий (ок. 1024 — 12 ноября 1087), граф Бургундии с 1057 года и граф Макона в 1078—1085 годах. Существуют и другие версии её происхождения.
- Эрмезинда; муж: Гильом VII Смелый (1023 — осень 1058), герцог Аквитании и граф Пуатье с 1039 года.

2-я жена: с 1063 Этьеннетта (Дульса) (ум. после 1 апреля 1080), вдова маркиза Прованса Жоффруа I. По мнению историка Сабольча де Важай, Этьеннетта была дочерью виконта Марселя Гильома I и его второй жены Стефании де Бо-Рианс. Дети:
- Беатрис I (ок. 1064 — после 14 октября 1095), графиня Бигорра с 1080; муж: с 1077 года — Сантюль I Молодой (ум. 1090), виконт Беарна (Сантюль V) с 1058 года и граф Бигорра с 1080 года[1]